# Sceptic
Sceptic je poljski death metal-sastav iz Krakowa.

## Povijest sastava
Sastav je 1994. godine osnovao Jacek Hiro, bivši član Decapitateda. Svoj prvi studijski album Blind Existence objavljuju 1999., na kojem je pjevač bio atletičar Marcin Urbaś, poljski rekorder na 200 m. Dvije godine kasnije objavljuju koncertni album Lost Live Identity te studijski Pathetic s pjevačem Michałom Senajkom, dok se na idućem Unbeliever's Script iz 2003. vraća Urbaś. Nakon toga napušta sastav kako bi se posvetio sportskoj karijeri a zamjenjuje ga pjevačica Weronika Zbieg iz death/thrash sastav Totem, s kojom snimaju svoj zasada posljednji album Internal Complexity iz 2005.

## Članovi
Trenutačna postava
- Weronika Zbieg – vokal (2004.-)
- Jacek Hiro – gitara (1994.-)
- Daniel Kesler – gitara (2010.-)
- Paweł Kolasa – bas-gitara (1996. – 2001., 2008.-)
- Jakub Kogut – bubnjevi (1998. – 2000., 2010.-)

## Diskografija
- Blind Existence (1999.)
- Lost Live Identity (koncertni, 2001.)
- Pathetic Being (2001.)
- Unbeliever's Script (2003.)
- Internal Complexity (2005.)
- Nailed to Ignorance (2022.)

## Vanjske poveznice
- Službena MySpace stranica